# رشاد بيكر
رشاد بيكر (بالإنجليزية: Rashad Baker)‏ هو لاعب كرة قدم أمريكية أمريكي، ولد في 22 فبراير 1982 في كامدن في الولايات المتحدة.

## وصلات خارجية
- رشاد بيكر على موقع مرجع كرة القدم المحترفة.كوم (الإنجليزية)